# Benedek Szabolcs (író)
Benedek Szabolcs (Budapest, 1973. március 18. –) József Attila-díjas magyar író.

## Életpályája
Budapesten született, majd másfél éves korától 18 éves koráig Szolnokon élt, és a Varga Katalin Gimnázium tanulója volt. A Budapesti Közgazdaság-tudományi Egyetemen (ma: Budapesti Corvinus Egyetem) szerzett diplomát 1996-ban, politikatudományi szakirányon.
Első novellája 1990-ben jelent meg a Jász-Nagykun-Szolnok megyei napilapban, az Új Néplapban; országos orgánumokban 1994 óta publikál. Novellái, tárcái, kritikái és más prózai szövegei rendszeresen olvashatók napi- és hetilapokban, irodalmi folyóiratokban. Első kötete 1997-ben jelent meg, azóta 27 másik követte.
1999 és 2001, valamint 2009 és 2020 között tagja volt az Eső című irodalmi folyóirat szerkesztőbizottságának. Ezenkívül szerkesztett több szépirodalmi és ismeretterjesztő könyvet is, ezek mellett fordításban is munkálkodott.
2010-ben József Attila-díjat kapott, és második helyezést ért el a Magyar Rádió drámapályázatán.
2015-ben a horvátországi Rijekában (Fiume), majd 2016-ban az ugyancsak horvátországi Ližnjanban töltött pár hetet irodalmi ösztöndíjjal. Ennek az eredménye a 2017-ben magyarul, majd 2019-ben horvátul megjelent A fiumei cápa című regény.
Hivatalnokként dolgozik; két lánya van.

## Fontosabb könyvei
- A Nagy Degeneráció (regény, Seneca, 1997)
- Berényi szerelme (novellák, Seneca, 1999)
- Mathias rex (regény, Filum, 2000)
- Báthory Zsigmond (regény, Kávé, 2002)
- Így élt John Lennon (novellák, Dekameron, 2002)
- Parázsvölgy (regény, Pont, 2005)
- Kommunikációs zavar (novellák, Pont, 2006)
- A szabadkőművesség eredete (kultúrtörténet, Pont, 2006)
- Rózsakereszt (regény, Pont, 2007)
- Budapest vőlegényei (regény, Pont, 2008)
- Haláldekameron (novellafüzér, Pont, 2009)
- Az élcsapat avagy Tanácsköztársaság 1919 (regény, Pont, 2009)
- Lollo keblei (novellák, Pont, 2010)
- A vérgróf (regény, Libri, 2012)
- Beatles-apokrif (életrajz, Scolar, 2012)
- A vérgrófnő (regény, Libri, 2012)
- A vértanú (regény, Libri, 2013)
- Focialista forradalom (regény, Libri, 2013)
- A kvarcóra hét dallama (regény, Libri, 2015)
- Beatles vágatlanul (életrajz, Trubadúr, 2017)[5]
- A fiumei cápa (regény, Helikon, 2017) – horvátul: Rijecki morski pas (Studio TiM, Rijeka, 2019 ISBN 978-953-7780-73-9)
- Kádár hét napja (regény, Helikon, 2018)
- Vörös, mint a vér (regény, Helikon, 2019)
- Ballada egy csapatról. A '86-os válogatott története (kultúrtörténet, Szenzár, 2020)
- Király! A magyar uralkodók véresen komoly históriája (ismeretterjesztő, Helikon, 2021)
- Ez nem Amerika (regény, Helikon, 2022)
- A fehér ruhás lány (ifjúsági regény, Pont, 2022)[6]
- A spalatói boszorkány (regény, Athenaeum, 2023)
- Nothing is real (regény, Helikon, 2024)
- Aranyalma. Ostrom és szerelem Budán (regény, Athenaeum, 2024)
- Hídváros (regény, Helikon, 2025)
- Mezey (életrajz, OKJ Szakkönyv, 2025)

## Fordítások
- John Polidori: A vámpír (Dekameron; 2003, majd ugyanez a fordítás megjelent Maria Janion A vámpír című antológiájában, Európa, 2006)
- Emanuel Swedenborg: Álomnapló (Pont, 2006)

## Díjai
- Móricz Zsigmond-ösztöndíj (2006)
- A Nemzeti Kulturális Alap alkotói támogatása (2007, 2014, 2017, 2019)
- Örkény István-ösztöndíj (2008)
- József Attila-díj (2010)[3]
- A Magyar Rádió drámapályázata, második helyezés (2010)[3]
- Látó-nívódíj – próza (2014)